# Élections législatives de 1973 dans le Bas-Rhin
Les élections législatives françaises de 1973 se déroulent les 4 et 11 mars 1973. Dans le département du Bas-Rhin, huit députés sont à élire dans le cadre de huit circonscriptions.

## Élus
| Circonscription | Député sortant                        | Parti | Parti | Député élu ou réélu   | Parti | Parti |
| --------------- | ------------------------------------- | ----- | ----- | --------------------- | ----- | ----- |
| 1re             | René Radius                           |       | UDR   | René Radius           |       | UDR   |
| 2e              | Ernest Rickert suppléant d'André Bord |       | UDR   | André Bord            |       | UDR   |
| 3e              | Georges Ritter                        |       | UDR   | Jean-Claude Burckel   |       | UDR   |
| 4e              | Albert Ehm                            |       | UDR   | Albert Ehm            |       | UDR   |
| 5e              | Gérard Lehn                           |       | UDR   | Jean-Marie Caro       |       | CD    |
| 6e              | Alfred Westphal                       |       | UDR   | Adrien Zeller         |       | MR    |
| 7e              | François Grussenmeyer                 |       | UDR   | François Grussenmeyer |       | UDR   |
| 8e              | Germain Sprauer                       |       | UDR   | Germain Sprauer       |       | UDR   |

## Résultats

### Résultats à l'échelle du département
| Parti                 | Parti                                       | Premier tour | Premier tour | Second tour | Second tour | Sièges |
| Parti                 | Parti                                       | Voix         | %            | Voix        | %           | Sièges |
| --------------------- | ------------------------------------------- | ------------ | ------------ | ----------- | ----------- | ------ |
|                       | Union des démocrates pour la République     | 180 523      | 48,76        | 134 904     | 48,91       | 6      |
|                       | Centre démocratie et progrès                | 16 897       | 4,56         | 15 047      | 5,46        | 0      |
|                       | Union des républicains de progrès           | 197 420      | 53,32        | 149 951     | 54,37       | 6      |
|                       |                                             |              |              |             |             |        |
|                       | Parti socialiste                            | 45 280       | 12,23        | 41 069      | 14,89       | 0      |
|                       | Parti communiste français                   | 28 283       | 7,64         |             |             | 0      |
|                       | Parti socialiste unifié                     | 3 500        | 0,95         | 0           |             |        |
|                       | Union de la gauche                          | 77 063       | 20,81        | 41 069      | 14,89       | 0      |
|                       |                                             |              |              |             |             |        |
|                       | Mouvement réformateur                       | 87 798       | 23,71        | 84 795      | 30,74       | 2      |
|                       | Centre national des indépendants et paysans | 4 036        | 1,09         |             |             | 0      |
|                       | Extrême gauche                              | 3 947        | 1,07         | 0           |             |        |
|                       |                                             |              |              |             |             |        |
| Inscrits              | Inscrits                                    | 487 847      | 100,00       | 374 666     | 100,00      | 8      |
| Abstentions           | Abstentions                                 | 105 437      | 21,61        | 89 727      | 23,95       |        |
| Votants               | Votants                                     | 382 410      | 78,39        | 284 939     | 76,05       |        |
| Blancs et nuls        | Blancs et nuls                              | 12 146       | 3,18         | 9 124       | 3,2         |        |
| Exprimés              | Exprimés                                    | 370 264      | 96,82        | 275 815     | 96,8        |        |
| Source : Data.gouv.fr |                                             |              |              |             |             |        |

### Résultats par circonscription

#### Première circonscription (Strasbourg-I)
| Candidat       | Candidat                  | Parti          | Premier tour | Premier tour | Second tour | Second tour |  |
| Candidat       | Candidat                  | Parti          | Voix         | %            | Voix        | %           |  |
| -------------- | ------------------------- | -------------- | ------------ | ------------ | ----------- | ----------- |  |
|                | René Radius sortant réélu | UDR (URP)      | 15 056       | 45,23        | 16 468      | 49,32       |  |
|                | Raymond Leissner          | Rad (MR)       | 9 278        | 27,87        | 9 264       | 27,74       |  |
|                | Alain Noël                | PS (UGSD)      | 5 534        | 16,62        | 7 658       | 22,94       |  |
|                | René Jeanvoine            | PCF            | 2 356        | 7,08         |             |             |  |
|                | Germaine Bauer            | LO             | 1 064        | 3,2          |             |             |  |
|                |                           |                |              |              |             |             |  |
| Inscrits       | Inscrits                  | Inscrits       | 48 169       | 100,00       | 48 169      | 100,00      |  |
| Abstentions    | Abstentions               | Abstentions    | 14 116       | 29,31        | 14 214      | 29,51       |  |
| Votants        | Votants                   | Votants        | 34 053       | 70,69        | 33 955      | 70,49       |  |
| Blancs et nuls | Blancs et nuls            | Blancs et nuls | 765          | 2,25         | 565         | 1,66        |  |
| Exprimés       | Exprimés                  | Exprimés       | 33 288       | 97,75        | 33 390      | 98,34       |  |

#### Deuxième circonscription (Strasbourg-II)
| Candidat       | Candidat                 | Parti          | Premier tour | Premier tour | Second tour | Second tour |  |
| Candidat       | Candidat                 | Parti          | Voix         | %            | Voix        | %           |  |
| -------------- | ------------------------ | -------------- | ------------ | ------------ | ----------- | ----------- |  |
|                | André Bord sortant réélu | UDR (URP)      | 23 082       | 46,44        | 24 841      | 49,95       |  |
|                | Georges Melenotte        | CD (MR)        | 10 310       | 20,74        | 10 256      | 20,62       |  |
|                | Jean Oehler              | PS (UGSD)      | 8 096        | 16,29        | 14 633      | 29,42       |  |
|                | René Bailleux            | PCF            | 4 373        | 8,8          |             |             |  |
|                | Henri Bergez             | PSU            | 2 083        | 4,19         |             |             |  |
|                | Jean-Claude Meyer        | LCR            | 1 759        | 3,54         |             |             |  |
|                |                          |                |              |              |             |             |  |
| Inscrits       | Inscrits                 | Inscrits       | 69 860       | 100,00       | 69 861      | 100,00      |  |
| Abstentions    | Abstentions              | Abstentions    | 18 943       | 27,12        | 19 404      | 27,78       |  |
| Votants        | Votants                  | Votants        | 50 917       | 72,88        | 50 457      | 72,22       |  |
| Blancs et nuls | Blancs et nuls           | Blancs et nuls | 1 214        | 2,38         | 727         | 1,44        |  |
| Exprimés       | Exprimés                 | Exprimés       | 49 703       | 97,62        | 49 730      | 98,56       |  |

#### Troisième circonscription (Strasbourg-Campagne)
| Candidat       | Candidat                  | Parti          | Premier tour | Premier tour | Second tour | Second tour |  |
| Candidat       | Candidat                  | Parti          | Voix         | %            | Voix        | %           |  |
| -------------- | ------------------------- | -------------- | ------------ | ------------ | ----------- | ----------- |  |
|                | Jean-Claude Burckel élu   | UDR (URP)      | 27 878       | 40,38        | 34 987      | 50,84       |  |
|                | Paul Schwebel             | CDP (URP)      | 16 897       | 24,47        | 15 047      | 21,87       |  |
|                | Ernest Stoecklé           | PS (UGSD)      | 11 277       | 16,33        | 18 778      | 27,29       |  |
|                | Édouard Winterhalter      | PCF            | 7 831        | 11,34        |             |             |  |
|                | Rémy Huber                | CNIP           | 4 036        | 5,85         |             |             |  |
|                | Charles-André Welschinger | Extrême gauche | 1 124        | 1,63         |             |             |  |
|                |                           |                |              |              |             |             |  |
| Inscrits       | Inscrits                  | Inscrits       | 94 269       | 100,00       | 94 318      | 100,00      |  |
| Abstentions    | Abstentions               | Abstentions    | 22 849       | 24,24        | 24 010      | 25,46       |  |
| Votants        | Votants                   | Votants        | 71 420       | 75,76        | 70 308      | 74,54       |  |
| Blancs et nuls | Blancs et nuls            | Blancs et nuls | 2 377        | 3,33         | 1 496       | 2,13        |  |
| Exprimés       | Exprimés                  | Exprimés       | 69 043       | 96,67        | 68 812      | 97,87       |  |

#### Quatrième circonscription (Sélestat)
| Candidat       | Candidat                 | Parti          | Premier tour | Premier tour | Second tour | Second tour |  |
| Candidat       | Candidat                 | Parti          | Voix         | %            | Voix        | %           |  |
| -------------- | ------------------------ | -------------- | ------------ | ------------ | ----------- | ----------- |  |
|                | Albert Ehm sortant réélu | UDR (URP)      | 24 044       | 48,69        | 24 109      | 52,81       |  |
|                | Georges Klein            | CD (MR)        | 16 503       | 33,42        | 21 541      | 47,19       |  |
|                | Joseph Schoepff          | PS (UGSD)      | 5 465        | 11,07        |             |             |  |
|                | Gilbert Hugel            | PCF            | 3 370        | 6,82         |             |             |  |
|                |                          |                |              |              |             |             |  |
| Inscrits       | Inscrits                 | Inscrits       | 62 166       | 100,00       | 62 188      | 100,00      |  |
| Abstentions    | Abstentions              | Abstentions    | 10 309       | 16,58        | 12 898      | 20,74       |  |
| Votants        | Votants                  | Votants        | 51 857       | 83,42        | 49 290      | 79,26       |  |
| Blancs et nuls | Blancs et nuls           | Blancs et nuls | 2 475        | 4,77         | 3 640       | 7,38        |  |
| Exprimés       | Exprimés                 | Exprimés       | 49 382       | 95,23        | 45 650      | 92,62       |  |

#### Cinquième circonscription (Molsheim)
| Candidat       | Candidat            | Parti          | Premier tour | Premier tour | Second tour | Second tour |  |
| Candidat       | Candidat            | Parti          | Voix         | %            | Voix        | %           |  |
| -------------- | ------------------- | -------------- | ------------ | ------------ | ----------- | ----------- |  |
|                | Gérard Lehn sortant | UDR (URP)      | 16 921       | 43,67        | 16 297      | 43,05       |  |
|                | Jean-Marie Caro élu | CD (MR)        | 15 170       | 39,15        | 21 558      | 56,95       |  |
|                | Albert Klein        | PCF            | 2 947        | 7,6          |             |             |  |
|                | André Halter        | PS (UGSD)      | 2 296        | 5,93         |             |             |  |
|                | Robert Boehm        | PSU            | 1 417        | 3,66         |             |             |  |
|                |                     |                |              |              |             |             |  |
| Inscrits       | Inscrits            | Inscrits       | 48 052       | 100,00       | 48 064      | 100,00      |  |
| Abstentions    | Abstentions         | Abstentions    | 8 039        | 16,73        | 8 831       | 18,37       |  |
| Votants        | Votants             | Votants        | 40 013       | 83,27        | 39 233      | 81,63       |  |
| Blancs et nuls | Blancs et nuls      | Blancs et nuls | 1 262        | 3,15         | 1 378       | 3,51        |  |
| Exprimés       | Exprimés            | Exprimés       | 38 751       | 96,85        | 37 855      | 96,49       |  |

#### Sixième circonscription (Saverne)
| Candidat       | Candidat                | Parti          | Premier tour | Premier tour | Second tour | Second tour |  |
| Candidat       | Candidat                | Parti          | Voix         | %            | Voix        | %           |  |
| -------------- | ----------------------- | -------------- | ------------ | ------------ | ----------- | ----------- |  |
|                | Alfred Westphal sortant | UDR (URP)      | 18 155       | 45,02        | 18 202      | 45,08       |  |
|                | Adrien Zeller élu       | MR             | 16 083       | 39,88        | 22 176      | 54,92       |  |
|                | Jean-Paul Wantz         | PS (UGSD)      | 3 753        | 9,31         |             |             |  |
|                | Robert Hoffmann         | PCF            | 2 334        | 5,79         |             |             |  |
|                |                         |                |              |              |             |             |  |
| Inscrits       | Inscrits                | Inscrits       | 52 121       | 100,00       | 52 066      | 100,00      |  |
| Abstentions    | Abstentions             | Abstentions    | 10 565       | 20,27        | 10 370      | 19,92       |  |
| Votants        | Votants                 | Votants        | 41 556       | 79,73        | 41 696      | 80,08       |  |
| Blancs et nuls | Blancs et nuls          | Blancs et nuls | 1 231        | 2,96         | 1 318       | 3,16        |  |
| Exprimés       | Exprimés                | Exprimés       | 40 325       | 97,04        | 40 378      | 96,84       |  |

#### Septième circonscription (Wissembourg)
|                | François Grussenmeyer sortant réélu | UDR (URP)      | 24 627 | 61,56  |  |  |  |
|                | Paul Brunner                        | MR             | 10 310 | 25,77  |  |  |  |
|                | Alain Boos                          | PS (UGSD)      | 3 304  | 8,26   |  |  |  |
|                | Georges Graf                        | PCF            | 1 761  | 4,4    |  |  |  |
|                |                                     |                |        |        |  |  |  |
| Inscrits       | Inscrits                            | Inscrits       | 49 720 | 100,00 |  |  |  |
| Abstentions    | Abstentions                         | Abstentions    | 8 547  | 17,19  |  |  |  |
| Votants        | Votants                             | Votants        | 41 173 | 82,81  |  |  |  |
| Blancs et nuls | Blancs et nuls                      | Blancs et nuls | 1 171  | 2,84   |  |  |  |
| Exprimés       | Exprimés                            | Exprimés       | 40 002 | 97,16  |  |  |  |

#### Huitième circonscription (Haguenau)
|                | Germain Sprauer sortant réélu | UDR (URP)      | 30 760 | 61,8   |  |  |  |
|                | René Cailliau                 | app. MR        | 10 144 | 20,38  |  |  |  |
|                | Roch Perrin                   | PS (UGSD)      | 5 555  | 11,16  |  |  |  |
|                | Édouard Karol                 | PCF            | 3 311  | 6,65   |  |  |  |
|                |                               |                |        |        |  |  |  |
| Inscrits       | Inscrits                      | Inscrits       | 63 490 | 100,00 |  |  |  |
| Abstentions    | Abstentions                   | Abstentions    | 12 069 | 19,01  |  |  |  |
| Votants        | Votants                       | Votants        | 51 421 | 80,99  |  |  |  |
| Blancs et nuls | Blancs et nuls                | Blancs et nuls | 1 651  | 3,21   |  |  |  |
| Exprimés       | Exprimés                      | Exprimés       | 49 770 | 96,79  |  |  |  |